# 民主泉 (伊利諾伊州)
民主泉（英語：Democrat Spring）是位於美國伊利諾伊州澤西縣的一個非建制地區。該地的面積和人口皆未知。

## 地理
民主泉的座標為39°05′02″N 90°29′01″W / 39.08389°N 90.48361°W，而該地的平均海拔高度為148米（即486英尺）。